# Heterocampa doubledayi
Heterocampa doubledayi är en fjärilsart som beskrevs av Samuel Hubbard Scudder 1867. Heterocampa doubledayi ingår i släktet Heterocampa och familjen tandspinnare. Inga underarter finns listade i Catalogue of Life.